# Fender Bronco (pojačalo)
Fender Bronco je cijevno gitarsko pojačalo koje je Fender od 1967. – 1975. godine proizvodio. Model je bio ciljani proizvod s namjenom da ga koristi školska (student) populacija u svrhu podizanja razine svijesti važnosti bavljenja športom, i poveznice športske s općom kulturom kao bitne sastavnice suvremenog načina života. Model je iste '67 godine bio predstavljen kao dio Bronco studentskog paketa u čiji sadržaj je bila predviđena i gitara. Dizajn je bio moderni silverface stil s tailless Fender logom (modeli s početka proizvodne imaju i tailed logo), koji je postao standardna oznaka i drugim modelima iz ranih '70ih godina. 

#### Karakteristike
- Cijev u pretpojačalu: jedna 12AX7A
- Cijev u pojačalu: jedna 6V6GTA
- Dostupan: kombo model
- Efekti: tremolo
- Efektivna snaga: 6 W
- Kontrolna ploča: dva ulaza za priključak instrumenta (input), pot glasnoća (volume), ekvilajzer (treble, bass), pot za kontrolu ubrzanja kruženja signala tona (speed) i pot objedinjene snage (intensity)
- Zvučniik: 1x8",  otpora 4 Ω, model Oxford 8EV
- Ispravljač: cijev 5Y3GT

## Fender Bronco 40
Tvrtka Fender nedavno je predstavila novi model bas pojačala, koji osim imena s izvornim Bronco modelom ima malo toga zajedničko. Ovaj model je potpuno tranzistorsko pojačalo dizajnirano po modelu integriranih krugova, dok početni AB764 modeli su klasična cijevna pojačala koja u sekciji pretpojačala imaju ugrađenu 12AX7 dual-triodu, odnosno 6V6GTA cijev u sekciji pojačala. Model Fender Bronco 40 dizajnom je kompaktno, lagano pojačalo s bogatom lepezom tonova, USB priključakom za kompjuter i mnogim drugim efektima što basisti uveliko pomaže u kreativnom izražavanju. 

#### Karakteristike
- Tip: Programsko inženjerstvo - softver
- Dostupan: kombo model
- Efektivna snaga: 40W
- Efekti: dinamičnost (overdrive), izobličenje (fuzz), održava bas efekat i na višim frekvencijama - hor (chorus i flanger), efekt brisanog i nejednakog signala (phaser), vibracija, treperenje (vibration, oktava tonova (octave), ponavljajući ton (delay), eho (reverb)
- Kanal: 1 (s 24 mogućnosti odabira modela i memorija)
- Kontrolni potovi: objedinjena snaga (gain), ekvilajzer ( bass, mid i treble), odabir jednog modela kabineta/memorija (preset select), odabir efekta (f/x select), sažimanje (compression), razina čujnosti efekta (tap tempo button)
- Zvučnik: 1x10", otpora 8Ω,  model Fender® Special Design
- Podna pedala: optimalno 1- prekidač i odabir efekta, 2- brzi odabir (P/N 099-4049-000)

## Vanjske poveznice
- Fender Silverface Bronco  Arhivirana inačica izvorne stranice od 29. listopada 2012. (Wayback Machine)
- Fender Bronco 40 bas model na Fender stranici[neaktivna poveznica]